# Theu Boermans
Theu Boermans (Willemstad (Curaçao), 11 januari 1950) is een Nederlandse toneelregisseur, filmregisseur en acteur. Hij was ook muzikant. Boermans is de zoon van liedjesschrijver Frans Boermans.

## Biografie
Boermans volgde de acteursopleiding aan de Toneelacademie in Maastricht. Na zijn afstuderen werkte hij als acteur onder meer bij het Amsterdams Toneel en Zuidelijk Toneel Globe. In 1988 stopte hij even met acteren en richtte hij met een groep jonge acteurs theatergezelschap De Trust op. Hiervan werd hij huisregisseur en artistiek leider. In 2001 fuseerde het gezelschap met Art & Pro tot De Theatercompagnie. Nadat De Theatercompagnie in 2009 haar deuren had gesloten, werd Boermans per 2011 artistiek directeur van het Nationale Toneel in Den Haag, een functie die hij tot eind 2017 zou vervullen.
In 2011 regisseerde Boermans de musical Soldaat van Oranje. In 2014 had Boermans de artistieke leiding over ANNE, een toneelstuk over Anne Frank. ANNE is een samenwerkingsverband tussen Theater Amsterdam en het Nationale Toneel.

### Zanger
In 1979 richtte Boermans de popformatie Theu Boermans en de groep op. Hij was componist, tekstschrijver en uitvoerend artiest. In 1980 verscheen hun lp Asfalt Gigolo met 11 Nederlandstalige nummers, waaronder covers van Bruce Springsteen, Elton John en Bob Dylan. Het Nederlands muziekarchief Fonos heeft Asfalt Gigolo in 2006 gedigitaliseerd en opnieuw uitgebracht.

### Regisseur
Als regisseur maakte Boermans bij De Trust naam met nieuwe, oorspronkelijk Duitstalige stukken van schrijvers als Gustav Ernst en Werner Schwab en eigentijdse Engelse auteurs als Mark Ravenhill, naast moderne bewerkingen van klassiekers, zoals De Meeuw van Anton Tsjechov en Hamlet van William Shakespeare.
Het werk van Boermans kenmerkt zich door een grote trouw aan de tekst. Zijn stukken tonen de mens, voortdurend in gevecht met onwrikbare systemen, structuren en instituties: familie, religie en politiek. Tegelijkertijd belicht hij de enorme vitaliteit die de zoektocht naar zingeving oplevert. Ook regisseert hij de zeer succesvolle musical ‘Soldaat van Oranje’ die ondertussen al 13 jaar draait. In 2022 regisseerde Boermans de bioscoopfilm Zee van tijd.

## Privé
Boermans is de zoon van liedjesschrijver Frans Boermans en de vader van filmregisseur Bobby Boermans en acteurs Thijs Boermans en Antje Boermans.
Boermans was getrouwd met producente Marijke van der Molen met wie hij zoon Bobby Boermans kreeg, hierna volgde het huwelijk met regisseuse Paula van der Oest met wie hij de kinderen Thijs en Antje Boermans kreeg. Ook dit huwelijk strandde na een aantal jaar.

## Artistiek directeur Nationale Toneel
Van 2011 tot en met 2017 was Boermans artistiek directeur van het Nationale Toneel (later: Het Nationale Theater). Tijdens zijn directeurschap is het gezelschap ook voorstellingen voor jongeren gaan maken onder de naam NTjong (artistiek leider: Noël Fischer). Bij het Nationale Toneel en Het Nationale Theater regisseerde Boermans:
- Midzomernachtdroom van William Shakespeare
- Drie Zusters van Anton Tsjechov
- De ideale man van Oscar Wilde en Elfriede Jelinek
- Madame Rosa van Romain Gary (jubileumvoorstelling Anne Wil Blankers)
- Tasso van Goethe
- As You Like It van Shakespeare
- Solness van Henrik Ibsen
- De revisor van Nikolaj Gogol
- Het verzamelde werk van William Shakespeare (ingekort) van Adam Long, Daniel Singer en Jess Winfield
- Jeanne d'Arc van Friedrich Schiller
- De Oresteia van Aeschylus

## Filmografie
In 1994 bewerkte Boermans zijn toneelstuk 1000 Rosen tot een film, die hij ook regisseerde. Deze film won toen drie maal een Gouden Kalf: lange speelfilm, beste acteur, beste actrice. Hij regisseerde verder de televisieserie De Partizanen, waarin hij ook een rol speelde (Thomassen). In 2013 regisseerde hij de televisieserie De Prooi over de val van ABN Amro.

### Als acteur

#### Film
- 1974: Met allen het geweten als meester, als Gerrit Kleinveld
- 1975: Keetje Tippel, als dokter
- 1975: De laatste trein, als telegrafist
- 1978: Doctor Vlimmen
- 1980: Spetters, als lid motorbende
- 1981: Come-Back, als Ab Goeree
- 1982: Menuet, als de zwager
- 1982: Ademloos, als dokter
- 1983: De Anna, als Luc Hansen
- 1984: De Leeuw van Vlaanderen, als Jacques de Chatillon
- 1988: Leven in de Gouwen Eeuw
- 1989: Mijn vader woont in Rio, als Frits
- 1990: Kracht, als Bert
- 1990: Ava & Gabriel - Un historia di amor, als vader Fidelius
- 1992: Transit, als inspecteur
- 1994: Coma, als André
- 1995: Walhalla, als barman Fred
- 1996: De nieuwe moeder, als Gerard
- 1997: De angst van Zorg, als vader van Zorg
- 1997: Smakeloos
- 2001: Zus & Zo, als Hugo
- 2005: De Griezelbus, als Sok
- 2005: Off Screen, als Leo Verkerk
- 2006: Sl8n8, als Gaston

#### Televisie
- 1977: Pagnol, als Césariot
- 1986: Reagan: Let's Finish the Job, als sheriff
- 1995: De Partizanen, als Thomassen
- 2009: 't Schaep met de 5 pooten, als Lutz Lehman
- 2020: Hoogvliegers, als Karel Andriessen

### Als regisseur

#### Film
- 1994: 1000 Rosen
- 2006: De uitverkorene
- 2022: Zee van tijd

#### Televisie
- 1995: De Partizanen, 3 afleveringen
- 2013: De Prooi, 3 afleveringen

## Prijzen en nominaties
- 1993: Prins Bernhard Cultuurfonds Theaterprijs voor zijn gehele oeuvre.
- 1993: Prosceniumprijs voor regie bij Trust van ' Friedrichswald en OVERGEWICHT, onbelangrijk: VORMELOOS (waar voor 'de Trust de Grote Theaterfestivalprijs kreeg).
- 1994: genomineerd voor een Gouden Kalf voor de regie van de film 1000 Rosen en ook genomineerd voor de Kristallen Bol op het Internationaal filmfestival van Karlsbad in 1995.
- 1995: De Partizanen won een Gouden Kalf als beste TV Drama, waar hij de regie had en acteerde, (Gouden Kalf voor Huub Stapel als beste acteur).
- 2006: De uitverkorene genomineerd voor een Gouden Kalf voor Beste TV drama met regie van Theu Boermans, won Prix Europa voor Beste Televisie programma van het jaar. (Pierre Bokma won voor zijn rol een Emmy Award 2007)
- 2013: De Prooi genomineerd voor een Gouden Kalf voor Beste TV drama (Pierre Bokma won een Gouden Kalf als Beste acteur)

## Discografie
- LP/CD: Theu Boermans & "de groep" - Asphalt Gigolo (EMI 1980 (lp) / Fonos 2006 (cd))
- Single: Theu Boermans & "de groep" - Asphalt Gigolo (A)/Bedtijd (B) (EMI 1A 006-26506 1980)
- Single: Theu Boermans & "De Groep" - Thema / Roy Rogers (EMI 5C 006-26618 1981)